# Mayday Parade (album)
| Recensione | Giudizio |
| ---------- | -------- |
| AllMusic   | [ 1 ]    |

Mayday Parade è il terzo eponimo album in studio del gruppo musicale statunitense Mayday Parade, pubblicato nel 2011.

## Tracce
1. Oh Well, Oh Well – 4:49
2. No Heroes Allowed – 3:34
3. When You See My Friends – 3:34
4. You're Dead Wrong – 3:59
5. Priceless – 3:18
6. Stay – 3:34
7. Call Me Hopeless, But Not Romantic – 3:29
8. A Shot Across the Bow – 3:45
9. Everything's an Illusion – 3:27
10. I'd Rather Make Mistakes Than Nothing at All – 3:45
11. Without the Bitter the Sweet Isn't as Sweet – 3:32
12. Happy Endings Are Stories That Haven't Ended Yet – 4:38

## Formazione
- Derek Sanders – voce, tastiera
- Alex Garcia – chitarra solista
- Brooks Betts – chitarra ritmica
- Jeremy Lenzo – basso, voce secondaria
- Jake Bundrick – batteria, percussioni, voce secondaria

## Classifiche
| Classifica (2011) | Posizione raggiunta |
| ----------------- | ------------------- |
| Stati Uniti       | 12                  |